# Quận Washoe, Nevada
Quận Washoe là một quận thuộc tiểu bang Nevada, Hoa Kỳ.
Dân số là 339.486 người theo điều tra dân số năm 2000, còn năm 2008 Cục điều tra dân số Hoa Kỳ ước tính dân số quận này là 410.443 người 2 quận lỵ của nó là Reno6
Quận Washoe thuộc khu vực thống kê đô thị Reno-Sparks.

## Địa lý
Theo Cục điều tra dân số Hoa Kỳ, quận có tổng diện tích là 6.551 dặm vuông (16.968 km ²), trong đó, 6.342 dặm vuông (16.426 km ²) là mặt đất và 209 dặm vuông (541 km ²) của nó là mặt nước, hay chiếm 3,19% tổng diện tích.
Quận này có đường biên giới chung với mười ba quận khác, nhiều hơn bất cứ quận hạt khác tại Hoa Kỳ.
Có hai thành phố kết hợp trong quận: Reno và Sparks.

### Các xa lộ
- Interstate 80
- U.S. Route 395
- State Route 445
- State Route 447

## Thông tin nhân khẩu
Theo điều tra dân số [2] năm 2000, đã có 3.399 người, 1.462 hộ gia đình, và 969 gia đình sống trong quận hạt. Mật độ dân số là 13 người trên một dặm vuông (5/km ²). Có 1.596 đơn vị nhà ở mật độ trung bình của 6 trên một dặm vuông (2/km ²). Cơ cấu chủng tộc của dân cư sinh sống tại quận này gồm có 93,00% người da trắng, 0,29% da đen hay Mỹ gốc Phi, 1,44% người Mỹ bản xứ, 1,00% châu Á, Thái Bình Dương 0,15%, 1,68% từ các chủng tộc khác, và 2,44% từ hai hoặc nhiều chủng tộc. 5,12% dân số là người Hispanic hay Latino thuộc một chủng tộc nào.
Có 1.462 hộ, trong đó 21,80% có trẻ em dưới 18 tuổi sống chung với họ, 54,60% là đôi vợ chồng sống với nhau, 7,50% có một chủ hộ nữ và không có chồng, và 33,70% là các gia đình không. 25,60% hộ gia đình đã được tạo ra từ các cá nhân và 6,90% có người sống một mình 65 tuổi hoặc lớn tuổi hơn là người. Cỡ hộ trung bình là 2,32 và cỡ gia đình trung bình là 2,74.
Trong quận, độ tuổi dân cư gồm 19,70% dưới độ tuổi 18, 4,70% 18-24, 26,80% 25-44, 35,70% từ 45 đến 64, và 13,10% từ 65 tuổi trở lên đã được những người. Độ tuổi trung bình là 44 năm. Đối với mỗi 100 nữ có 107,60 nam giới. Đối với mỗi 100 nữ 18 tuổi trở lên, đã có 103,10 nam giới.
Thu nhập trung bình cho một hộ gia đình trong quận đã được $ 45.490, và thu nhập trung bình cho một gia đình là 57.095 đô la Mỹ. Phái nam có thu nhập trung bình 40.123 USD so với 26.417 USD cho phái nữ. Mức thu nhập bình quân đầu người là 23.642 $. 5,80% dân số và 2,50% của các gia đình sống dưới mức nghèo khổ. Trong tổng số người dân sống trong nghèo đói, 4,20% là ở độ tuổi dưới 18 và 4,80% là từ 65 tuổi trở lên.